# Волшебная история Пиноккио
«Волшебная история Пиноккио» (англ. Pinocchio) — двухсерийный телевизионный фильм, поставленный режиссёром Альберто Сирони по сказке Карло Коллоди «Приключения Пиноккио».
Премьера фильма состоялась 1 ноября 2009 года на Первом итальянском телеканале Rai 1.

## Сюжет
Мастер Джепетто заботливо вырезает из полена деревянного мальчика, который за ночь оживает. Мастер называет его Пиноккио. Однако у мальчика деревянное сердце, и он многого не знает и не понимает. По ходу сюжета ему предстоит многому научиться, понять что такое хорошо и что такое плохо.

## В ролях
| Актёр              | Роль              |
| ------------------ | ----------------- |
| Робби Кей          | Пиноккио          |
| Алессандро Гассман | Карло Коллоди     |
| Виоланте Плачидо   | Фея               |
| Маргерита Буй      | Учительница       |
| Томас Сангстер     | Лэмпвик           |
| Лучана Литтиццетто | Говорящий сверчок |
| Джосс Экленд       | мастер Вишня      |
| Тони Берторелли    | Лиса              |
| Боб Хоскинс        | Джеппетто         |